# Свети Георги (Расово)
Вижте пояснителната страница за други значения на Свети Георги.
„Свети Георги“ е православна църква в монтанското село Расово, България, част от Видинската епархия на Българската православна църква.

## История
Църквата е построена на мястото на разрушена стара църква със същото име. Ферманът за обновяването на храма е издаден на 18 февруари 1858 година. Новият храм е осветен в 1865 година.
Иконостасът в храма е дело на дебърския резбарски род Филипови.